# Kritike ateizma
Kritike ateizma predstavljajo kritiko konceptov, veljavnosti ali vpliva ateizma, vključno s povezanimi političnimi in družbenimi posledicami. Kritike vključujejo stališča, ki temeljijo na zgodovini znanosti, filozofske in logične kritike, ugotovitve tako v naravoslovnih kot družbenih vedah, teistične apologetske argumente, argumente, ki se nanašajo na etiko in moralo, učinke ateizma na posameznika ali predpostavke, ki podpirajo ateizem.    
Carl Sagan je izjavil, da ne vidi prepričljivih dokazov, da Bog ne bi obstajal. Teisti, kot je Kenneth R. Miller, kritizirajo ateizem, ker je neznanstveno stališče. Analitični filozof Alvin Plantinga, zaslužni profesor filozofije na Univerzi Notre Dame, trdi, da bi lahko bil neuspeh teističnih argumentov dober razlog za agnosticizem, ne pa tudi za ateizem; in opozarja na opažanje nastavljenega vesolja, ki ga je bolj verjetno razložiti s teizmom kot pa z ateizmom. Oxfordski profesor matematike John Lennox meni, da je ateizem nižji pogled na svet od pogleda na teizem in pripisuje C. S. Lewisu najboljše formulacije Mertonove teze, da se znanost bolj ujema s teističnimi predstavami na podlagi tega, da so ljudje postali znanstveni ateisti v zahodni Evropi v 16. in 17. stoletju, "ker so pričakovali zakon v naravi, ker so verjeli v zakonodajalce." Z drugimi besedami, vera v Boga je bila motor, ki je gnal sodobno znanost". Ameriški genetik Francis Collins prav tako označuje Lewisa kot prepričljivega, ki ga je prepričal, da je teizem bolj racionalen pogled na svet kot pa ateizem. 
Druge kritike se osredotočajo na zaznane učinke na moralo in družbeno kohezijo. Razsvetljenski filozof Voltaire, deist, je brezboštvo gledal na ateizem kot oslabitev »svetih vezi družbe« in zapisal: »Če Bog ne bi obstajal, ga bi bilo treba izumiti«. Oče klasičnega liberalizma John Locke je verjel, da bi zanikanje obstoja Boga spodkopalo družbeni red in vodilo v kaos. Edmund Burke, irski filozof in državnik iz 18. stoletja, ki so ga njegovi konservativni in liberalni vrstniki hvalili zaradi njegovega "celovitega razuma", je vero videl kot osnovo civilne družbe in zapisal, da je "človek po svoji zgradbi verska žival; da je ateizem proti, ne le našemu razumu, ampak našim instinktom; in da ne more dolgo prevladovati." Papež Pij XI. je zapisal, da je komunistični ateizem usmerjen v »zrušitev družbenega reda in spodkopavanje samih temeljev krščanske civilizacije« V devetdesetih letih 20. stoletja je papež Janez Pavel II. kritiziral širijoč se »praktični ateizem«, saj zamegli »verski in moralni čut človeškega srca« in vodi v družbe, ki se borijo za ohranjanje harmonije.
Zagovarjanje ateizma s strani nekaterih bolj nasilnih eksponentov francoske revolucije, poznejša bojevitost marksistično-leninističnega ateizma in pomembnost ateizma v totalitarnih državah, ustanovljenih v 20. stoletju, se pogosto omenjajo v kritičnih ocenah posledic ateizma. V svojem delu Razmišljanja o francoski revoluciji je Burke govoril proti "ateističnemu fanatizmu". Papeška enciklika Divini Redemptoris iz leta 1937 je obsodila ateizem Sovjetske zveze pod vodstvom Josifa Stalina, ki je pozneje vplival na vzpostavitev državnega ateizma po vsej Vzhodni Evropi in drugod, vključno s Kitajsko pod vodstvom Maa Cetunga, Severno Korejo pod vodstvom Kima Il-Sunga in Kima Džong-ila ter Kambodžo pod vodstvom Pola Pota. Kritiki ateizma v svojih kritikah pogosto povezujejo dejanja državnega ateizma 20. stoletja s širšim ateizmom. Različni pesniki, romanopisci in laični teologi, med njimi G. K. Chesterton in C. S. Lewis, so prav tako zelo kritizirali ateizem. Na primer, citat, ki ga pogosto pripisujejo Chestertonu, pravi: "Kdor ne verjame v Boga, bo verjel v karkoli".